# Celestino Quarelli di Lesegno
Giovanni Celestino Antonio Quarelli di Lesegno (San Michele Mondovì, 23 marzo 1792 – Torino, 12 gennaio 1868) è stato un magistrato e politico italiano.

## Biografia
Fu vicepresidente del Consiglio di Stato del regno di Sardegna.